# Barnabus Arnasungaaq
Barnabus Arnasungaaq (né en 1924 et mort le 21 septembre 2017) est un artiste canadien inuit né et résidant à Baker Lake dans le Keewatin. Son épouse, Fanny Arngnakik, sculpte et réalise des estampes. Leurs fils David et Norman sont également sculpteurs.
Barnabus Arnasungaaq est l'un des artistes les plus représentatifs de la région du Nunavut, habitée traditionnellement par les « esquimaux du caribou », dont la pierre noire se prête au polissage et à un style archaïque et primitif. Dans l'ensemble de son œuvre fortement imprégnée de surnaturel, ses représentations de bœufs musqués sont particulièrement connues. Il a commencé à exposer au milieu des années 80 et figuré depuis dans de nombreuses expositions du Winnipeg Art Gallery. Depuis le milieu des années 90, sa renommée lui a valu un certain nombre d’expositions spéciales en Amérique et en Europe. Il fut présenté par la ville de Montréal en 1992 lors de son exposition sur l'art aborigène contemporain du Canada Nouveaux Territoires, 350/500 ans après. Ses œuvres ont été présentées en France au Musée d'Arras en 1987.
Ses sculptures se trouvent dans des collections prestigieuses : Musée canadien de l'histoire de Gatineau, Musée national des beaux-arts du Québec, Département des Affaires Indiennes et du Nord, collection Swinton, collection Robertson. Il illustre très souvent des ouvrages de référence sur l'art inuit.